# Elysia chlorotica
L'Elysia chlorotica és un petit gastròpode marí de la família Placobranchidae. Habita al llarg de la costa est dels Estats Units i arriba fins al sud del Canadà. E. chlorotica ha estat citada als estats de Massachusetts, Connecticut, Nova York, New Jersey, Maryland, Florida, Texas i Nova Escòcia (Canadà).
L'Elysia chlorotica destaca per ser un dels pocs animals capaços de fer la fotosíntesi. Ho aconsegueix ingerint l'alga Vaucheria litorea, segrestant-ne els cloroplasts i emmagatzemant-los en les seves pròpies cèl·lules. Aquest sistema li permet sobreviure diversos mesos sense menjar, només nodrint-se dels sucres que ha produït fotosintèticament.

## Morfologia
Aquest gastròpode mesura entre 2 i 3 centímetres, tot i que pot arribar a fer-ne 6. En edat adulta, és normalment de color verd clar, degut a la presència de cloroplasts a les cèl·lules del seu diverticle digestiu. També pot presentar colors vermellosos o grisencs en funció de la clorofil·la present en les branques de les glàndules digestives que es ramifiquen al llarg del seu cos. Els joves, en canvi, abans d'alimentar-se, són de color marró i vermellós degut a l'absència de clorofil·la.
Aquest animal utilitza la seva forma i color en estat adult per tal de camuflar-se, protegint-se així dels múltiples depredadors que hi ha en el seu hàbitat. Habita els saladars i aiguamolls a la zona fòtica, entre els 0 i els 0,5 metres de profunditat. Tot i ser hermafrodita simultània (cada animal, quan és madur sexualment, produeix òvuls i esperma alhora) l'autogàmia no és habitual.